# Комарницкий, Виталий Станиславович
Вита́лий Станисла́вович Комарни́цкий (укр. Віталій Станіславович Комарницький; род. 2 августа 1981, Винница) — украинский футболист. Выступал на позициях флангового защитника и центрального полузащитника.В составе национальной команды вице-чемпион Европы среди юниоров (2000) и участник молодежного чемпионата мира (2001). Провёл более 400 официальных матчей в составе различных команд, из них более 200-т в высших дивизионах Украины и Израиля. Бронзовый призёр чемпионата Украины и трижды призёр первой лиги Украины. Мастер спорта Украины. С 2017 года осуществляет тренерскую деятельность. В настоящее время ассистент главного тренера клуба «Буковина».

## Игровая карьера
Воспитанник винницкой ДЮСШ. Первый тренер — Юлиан Павлович Мысак. Во взрослом футболе дебютировал в 1997 году в составе команды второй лиги «Фортуна» (Шаргород). Весной 1998 года перешёл в винницкую «Ниву». В конце того же года принял предложение продолжить карьеру в Израиле, думая что это сможет стать своеобразным мостиком в какой-то именитый европейский клуб.
Футболист перешёл в клуб высшего дивизиона «Хапоэль» (Петах-Тиква). После двух с половиной лет выступления в Питах-Тикве из-за смены главного тренера был вынужден сменить клуб. После попыток устроиться в «Маккаби» (Яффа) и «Маккаби-Ирони» (Кирьят-Ата), Комарницкий перебрался в Ришон-ле-Цион, где пополнил ряды местного «Ирони», тренером которого к тому времени стал бывший наставник из Петах-Тиквы. В новой команде провёл три года. После очередной смены тренера и ухудшения финансирования клуба под занавес чемпионата команда прочно заняла одно из последних мест. В связи с тем, что команда всё равно вылетает, тренер решил сделать ставку на местную молодёжь и перестал ставить украинца в состав. После завершения контракта проходил просмотр в московском «Торпедо-Металлурге», но при заключении договора его представители не смогли достигнуть единого мнения с руководством клуба в вопросе финансов.
Вернулся на Украину. На правах аренды стал игроком «Днепра», но не смог в команде Кучеревского стать игроком основы. В межсезонье по приглашению Геннадия Литовченко перешёл в «Металлист», игравший в первой лиге. Помог харьковскому клубу вернуться в высшую лигу. Затем играл в харьковских клубах «Арсенал» и «Харьков» — в течение следующих 4 сезонов «горожане» выступали в высшей лиге, а Комарницкий стал ключевым игроком основного состава и был избран капитаном команды. По результатам сезона 2008/09 ФК «Харьков» теряет «прописку» в высшем дивизионе и команду покидает большая группа опытных игроков, среди которых и Виталий, продолжающий выступления в высшей лиге уже в составе криворожского «Кривбасса».
В 2010 году заключил контракт с перволиговым клубом «Говерла-Закарпатье». В ужгородском клубе быстро стал основным игроком и в сезоне 2011/12 помог команде выиграть первую лигу и вернуться в Премьер-лигу. На протяжении 2012—2017 годов играл в «Гелиосе», ставший для него четвертым харьковским клубом в карьере.

### В сборной
Вызывался в юношеские и молодежные сборные Украины, в составе которых провел около 50 матчей.
Входил в состав сборной 1981 года рождения, которая заняла второе место на чемпионате Европы среди юношей до 18 лет, проходившем в 2000 году в Германии. По ходу турнира украинцы проиграли лишь одну игру — финальный матч французским одногодкам.
В 2001 году в составе молодежной сборной Украины выступал на чемпионате мира в Аргентине. На данном турнире принял участие в трёх играх групповой фазы и помог сборной выйти в 1/8 финала, где он вместе с командой проиграл будущим полуфиналистам из Парагвая.

## Тренерская карьера
В 2017 году начал тренерскую деятельность, тренируя юношеский «Гелиос» выступавшие во всеукраинской лиге юниоров. Затем возглавлял «Волчанск».
На протяжении 2020—2023 годов, будучи ассистентом главных наставников, входил в тренерские штабы команд «Волчанск» и «ЛНЗ». С января 2024 года работает на аналогичной должности в клубе «Буковина».

## Достижения

### В качестве игрока
- Бронзовый призёр чемпионата Украины: 2003/04 (1-я ч. с.)
- Победитель Первой лиги Украины: 2011/12
- Серебряный призёр Первой лиги Украины (2): 2003/04, 2004/05

### В качестве тренера
как помощник
- Бронзовый призёр Первой лиги Украины: 2022/23
- Бронзовый призёр Любительского чемпионата Украины: 2020/21

## Статистика выступлений
- В Высшей/Премьер лиге Украины провёл 146 матчей.
- В Высшей/Премьер лиге Израиля провёл 78 матчей, забил 2 гола.
- В Кубке Украины провёл 16 матчей.
- В Первой лиге Украины провёл 191 матч, забил 2 гола.